# Chorizanthe xanti
Chorizanthe xanti är en slideväxtart som beskrevs av S. Wats.. Chorizanthe xanti ingår i släktet Chorizanthe och familjen slideväxter. Utöver nominatformen finns också underarten C. x. leucotheca.